# 阿提米絲4號
阿提米絲4號（英語：Artemis 4，正式名稱為）是NASA的阿耳忒弥斯计划的第四個任務和第二次载人登月，预计将于2028年9月实施。該任務將使用太空發射系統火箭和獵戶座太空船將四名太空人發射到月球門戶，随后两名宇航员将使用星艦人類登陸系統登陆月球南极。

## 外部連結
- Orion website （页面存档备份，存于） at nasa.gov
- Space Launch System website （页面存档备份，存于） at nasa.gov